# Термінал Бруклін-Київ
Зерновий термінал Бруклін-Київ — потужний термінал, розташований на території Одеського порту.

## Загальні дані та технологічні властивості
Термінал має можливість працювати одразу із чотирма культурами, виконуючи одночасно приймання, відвантаження і при необхідності внутрішнє пересування зерна, задіюючи для цього до семи технологічних маршрутів. Висота зернових силосів — до 30 м. Використовує потрійний захист від пилу. Система аспірації на терміналі «Бруклін-Київ» має кардинальні відмінності від аналогічних систем в Україні, що пов'язано з урахуванням усієї сукупності видалення пилу, а не окремих її вузлів. Також запроваджено унікальне програмне забезпечення для роботи вузлів. На лініях прийому з автотранспорту — системи локального придушення пилу та системи шафового типу (12 фільтрувальних шаф). А на лініях прийому з залізничного транспорту шафні пиловловлювачі використовуються у комплекті з фільтрциклонами (8 фільтрциклонів потужністю 9 тис. м³ кожний та 16 пиловловлювачів шафового типу).

## Додаткова інформація по забудові комплексу
Забудовою та проектуванням, створенням програмного забезпечення займалася група підприємств «Зернова Столиця».